# 遠藤智佳
遠藤 智佳（えんどう ともか、8月18日 - ）は、日本の女性声優。東京都出身。青二プロダクション所属。

## 人物
東映アニメーション研究所卒業。
趣味は音楽鑑賞、コーラス、ゲーム。特技はホルン。
資格・免許は普通自動車免許。

## 出演作品

### テレビアニメ
2007年
- しゅごキャラ!（子供）
- 祝!(ハピ☆ラキ)ビックリマン（おばさん）
- モノノ怪「化猫」（乗客）

2008年
- しゅごキャラ!!どきっ（少女）
- 墓場鬼太郎（子供、老婆、客）

2011年
- Persona4 the ANIMATION（松永綾音）

2014年
- Persona4 the Golden ANIMATION（松永綾音）

### OVA
2005年
- 聖闘士星矢 冥王ハーデス冥界編（瞬〈幼少時代〉）

2006年
- FREEDOM

### 劇場アニメ
2007年
- ONE PIECE エピソードオブアラバスタ 砂漠の王女と海賊たち

### ゲーム
- イース -フェルガナの誓い-（クリストフ）
- DEAR My SUN!!〜ムスコ★育成★狂騒曲〜（木下柚子、うさぎ）
- ペルソナ4
- ペルソナ4 ザ・ゴールデン
- ポイズンピンク（Kouk、イリーナ）
- レッスルエンジェルス サバイバー（グレース・ハン、ミス・マスカレード）
- レッスルエンジェルス サバイバー2（グレース・ハン、コリィ・スナイパー）

### ドラマCD
- 孤独のグルメ vol.2 ドラマCD

### その他
- 声優チャット